# Calixarè
Un calixarè és un compost orgànic cíclic format per anells de fenol connectats per un pont de metilè {\displaystyle {\ce {-CH2 -}}} en la posició meta, o adjacent, al grup hidroxi {\displaystyle {\ce {-OH}}}.

## Història
El 1872, el químic alemany Adolf von Baeyer (1835–1917) mesclà diversos aldehids, inclòs el formaldehid, amb fenols en una solució fortament àcida, però els productes obtinguts quedaren sense caracteritzar uns setanta anys. El 1942 el químic austríac Alois Zinke (1892–1963) descobrí que els fenols p-alquílics i el formaldehid en una solució fortament bàsica produeixen barreges que contenen tetràmers cíclics. Alhora, Joseph Niederl i H. J. Vogel obtingueren tetràmers cíclics similars a partir de la reacció catalitzada per àcid de resorcinol i aldehids com el benzaldehid. Uns anys més tard, el químic australià John Cornforth (1917–2013) demostrà que el producte del p-tert-butilfenol i el formaldehid és una barreja del tetràmer cíclic i un altre ciclòmer ambigu. El seu interès per aquests compostos radicava en les propietats tuberculostàtiques dels seus derivats oxietilats.
A principis de la dècada de 1970, el químic estatunidenc Carl David Gutsche (1921–2018) descobrí la forma de calze del tetràmer cíclic i pensà que podria proporcionar l'estructura per construir un xenòleg de l'enzim. Inicià un estudi que durà tres dècades. Els anomenà «calixarens». També determinà les estructures del tetràmer, l'hexàmer i l'octàmer cíclic, juntament amb els procediments per obtenir aquests materials amb rendiments entre bons i excel·lents.

## Etimologia
El neologisme «calixarè» prové del mot llatí calix, -ĭcis, que prové del grec kályx, -ykos, ‘calze’, ja que els calixarens tenen forma de calze (copa litúrgica o, també, embolcall extern de les flors); i d'«arè», sinònim d'hidrocarbur aromàtic, per la constitució.

## Aplicacions
Els calixarens han trobat aplicacions com a sensors electroquímics, sensors òptics, dispositius de reconeixement quiral, fases d'extracció en fase sòlida, fase estacionària en cromatografia o modificadors de propietats.